# サンエイサンキュー
サンエイサンキュー（欧字名:Sanei Thank You、1989年4月7日 - 1994年10月21日）は、日本の競走馬。主な勝ち鞍に1992年のクイーンカップ、札幌記念、サファイヤステークス。
1991年の阪神3歳牝馬ステークス、1992年の優駿牝馬2着の実績もある。馬名の由来は、冠名＋父名の一部より。

## 生涯

### 競走馬時代
1991年7月13日、札幌の新馬戦（ダート1000m）でデビュー（6頭立ての2着）し、翌週の新馬戦（芝1000m・7月20日）で初勝利を挙げる。さらに3連闘で札幌3歳ステークスに出走するも13着に敗れる。5戦目の函館3歳ステークスでそれまでの徳吉孝士から東信二へ乗り替わり、12番人気ながら2着となる。6戦目のいちょうステークスで2勝目をあげ、阪神3歳牝馬ステークス（現在の阪神ジュベナイルフィリーズ）でニシノフラワーの2着。
明けて4歳（当時表記・現在の3歳）となった1992年も休むことなくレースに出走し、初戦の2月2日のクイーンカップで重賞初制覇を飾る。その後は牡馬クラシックのトライアル弥生賞にも出走したが6着。この後桜花賞では2番人気に推されるが7着。この頃と前後して、億単位の身売り話が出て来たと言われる。田原成貴との新コンビで臨んだ優駿牝馬ではアドラーブルの2着に敗れたが、直線で一旦は先頭に立つなど見せ場を作った。その後、夏期を休養にあてることなく相次いで重賞に出走。7月5日の札幌記念に出走し、古馬を相手に勝利を収める。その後函館記念で8着、サファイヤステークスで優勝、ローズステークス2着、GIエリザベス女王杯5着。加藤和宏騎乗で出走した有馬記念でのレース中（最後の直線）に右トウ骨手根骨複骨折のため競走中止した。サンエイサンキューのファンであったターフライターの女性は、サンエイサンキューの故障を目の当たりにして、レース後も机に突っ伏して泣き続けていたという。

### 闘病生活
有馬記念におけるサンエイサンキューの骨折は予後不良で、通常であればその場で安楽死処分となるほどの重傷であったが、繁殖牝馬として残したら金になるという馬主の強い要望により、レース後患部にギプス固定を施す手術を実施し延命措置が試みられた。延べ6度の手術が行われるも、馬体は300kgほどまで減少、蹄葉炎を併発したり一度は四本足で歩けるようになるまで回復するなど病状は一進一退を繰り返した末、負傷からおよそ2年後の1994年10月21日に心不全を起こし死亡した。田原は「何故サンキューを有馬の（故障の）ときに楽（安楽死措置）にしてあげなかったのか。今でも腸が煮えくり返る思いだ。」と連載エッセイで怒りを露わにしている。

## エピソード

### 過酷なローテーションと故障発症
競走馬としての実績だけでなく、過酷なローテーションで次々と重賞競走に出走した挙句、故障を発症したことでも知られる。佐藤勝美厩舎の調教助手だった菅野年美は、出走が相次いだ原因として馬主の岩崎喜好が資金難に陥っていた可能性、さらにサンエイサンキューのライバルであったニシノフラワーの馬主・西山正行への対抗心から積極的にレースに出走させることでサンエイサンキューの名前を売ろうとした思惑を挙げている（サンエイサンキューは岩崎にとって生涯唯一の重賞勝ち馬であった）。
岩崎はエリザベス女王杯に至る過程でサファイアステークスとローズステークスという2つのトライアル競走に出走させる方針だったが、主戦騎手の田原成貴は「ローズステークスは使うべきではない」と反発した。菅野によると彼自身も出走に反対したが、ローズステークスで2着と好走したことで岩崎が「自分の言うことが正しい」と思うようになったという（実際、ローズステークス後に岩崎は「まあ使い得でしょう」とコメントを残している）。
菅野によるとエリザベス女王杯の直前は疲労の蓄積によって体調に変調をきたし、トウ骨に痛みを訴えるようになったという（ちなみにそのことは田原も察知しており、サンエイサンキューの体調に関して歯に衣着せぬ言動をとっており、そうした発言は田原と馬主および厩舎スタッフとの対立、さらには後述するいわゆるサンエイサンキュー事件を引き起こすこととなった）。エリザベス女王杯の後、厩舎は休養を取らせるつもりだったが、岩崎は有馬記念への出走を決断。当時のサンエイサンキューに騎乗するとトウ骨が軋む音が聞こえ、菅野と担当厩務員が「あまりにむごいことをする」と涙するほどであったという。菅野は有馬記念を「何とか無事に回ってきて欲しい」と願ったものの、サンエイサンキューはレース中にトウ骨を骨折した。このレースでトウカイテイオーに騎乗していた田原は「俺が止めなきゃいけなかったのに何もしてやれなかった」と嘆いている。

### サンエイサンキュー事件
主戦騎手、田原成貴の発言をめぐって、同騎手とサンケイスポーツとの間で起こったトラブルである。

#### 事件の概要
オークス出走後、休養を取ることなく出走を続けていたサンエイサンキューの体調について不満を募らせていた田原は、ローズステークス出走前から同馬の体調が思わしくないというコメントを繰り返していた。エリザベス女王杯の調教後もテレビのインタビューでも同様のコメントをしたが、録画が終了した際に「こんなに悪く言っちゃって、これで勝ったら頭を丸めなきゃなんないな」と発言した。
しかしこの会見に寝坊で遅刻したサンケイスポーツの水戸正晴記者は田原に個別にサンエイサンキューの状態を尋ねたが、「見れば分かるだろう」とコメントを拒否されたため、録画に立ち会っていたテレビディレクターから田原の発言内容を又聞きし、翌日の同紙1面で「田原2着以上なら坊主頭になる」という見出しでスクープした。見出しからは田原が故意に2着以上になることを放棄するという競馬法に抵触する発言をしたという疑惑が読み取れるため、田原は「八百長の誤解を招く書き方は勘弁して欲しい」と釈明した。同紙はそれを「田原謝罪」という見出しで報道した。
一連のサンケイスポーツの報道姿勢に田原は不信感を抱き、同年の有馬記念では有力馬の一頭、トウカイテイオーに騎乗する予定だった田原はサンケイスポーツの取材を拒否。その理由について「又聞きで書かれ、その上事実を歪められたら、どうしようもない。そういう状況なので取材を受け付けられない」と日刊スポーツに手記を掲載した。これについてサンケイスポーツが日刊スポーツ編集部に抗議した。
当時、サンケイスポーツの競馬記者だった片山良三は文藝春秋の雑誌「Sports Graphic Number」でサンエイサンキュー事件に触れ、「赤面するほど恥ずかしい」などと自社批判を展開。それが原因となって片山はサンケイスポーツを解雇された。さらに片山に追随して同社を退職するレース部社員も数人現れ、一連の騒動はフジサンケイグループの体質を焦点にした特集記事が組まれるほどの騒動となった。その一方で騒動の引き金となった水戸に対する処分は無く、当人は事件後もサンケイスポーツ紙に在籍。競馬記者として通算40年以上にわたり紙面に関わり続け、輝ける団塊の星・サンスポの看板記者として水戸の名を冠したコーナーを与えられるに至っている。
田原は後年、自らが原作を手がけた漫画「競馬狂走伝ありゃ馬こりゃ馬」で、サンエイサンキュー事件を連想させる描写をしている。まず、スクープ記事を作るために主人公の騎手の発言を曲解し、悪意をもって報道する新聞記者（「サンオウスポーツ」の記者で、その名も「水田」）が、そして事件の伏線となったサンエイサンキューの酷使に関して、賞金を稼がんがために負担の大きなローテーションで競走馬を出走させようとする馬主と厩務員の姿、さらには水田とサンオウスポーツの体質を批判する記事を他紙に寄稿し、職場を追われる同僚記者が描かれている。

## 競走成績
以下の内容は、netkeiba.comの情報に基づく。
| 競走日     | 競馬場 | 競走名           | 格   | 距離（馬場）  | 頭 数 | 枠 番 | 馬 番 | オッズ （人気） | 着順     | タイム （上がり3F） | 着差     | 騎手      | 斤量 [kg] | 1着馬（2着馬）       | 馬体重 [kg] |
| ---------- | ------ | ---------------- | ---- | ------------- | ----- | ----- | ----- | --------------- | -------- | ------------------- | -------- | --------- | --------- | -------------------- | ----------- |
| 1991.07.13 | 札幌   | 3歳新馬          |      | ダ1000m（良） | 6     | 6     | 6     | 009.50（4人）   | 02着     | R1:01.4（36.6）     | -0.1     | 0徳吉孝士 | 50        | ハグロビュウティ     | 420         |
| 0000.07.20 | 札幌   | 3歳新馬          |      | 芝1000m（良） | 7     | 3     | 3     | 005.30（4人）   | 01着     | R0:59.0（35.1）     | -0.9     | 0徳吉孝士 | 50        | （ゴールデンゼウス） | 424         |
| 0000.07.28 | 札幌   | 札幌3歳S         | GIII | 芝1200m（良） | 14    | 6     | 9     | 050.2（10人）   | 13着     | R1:12.7（38.2）     | -2.2     | 0徳吉孝士 | 53        | ニシノフラワー       | 420         |
| 0000.08.25 | 函館   | クローバー賞     | OP   | 芝1200m（良） | 8     | 8     | 8     | 031.70（7人）   | 07着     | R1:11.8（36.5）     | -1.5     | 0徳吉孝士 | 53        | シャートストーン     | 424         |
| 0000.09.22 | 函館   | 函館3歳S         | GIII | 芝1200m（不） | 14    | 7     | 11    | 052.6（12人）   | 02着     | R1:13.7（37.6）     | -0.0     | 0東信二   | 53        | アトムピット         | 426         |
| 0000.10.27 | 東京   | いちょうS        | OP   | 芝1600m（不） | 14    | 5     | 7     | 011.80（4人）   | 01着     | R1:38.7（36.9）     | -0.4     | 0東信二   | 54        | （オンエアー）       | 426         |
| 0000.12.01 | 阪神   | 阪神3歳牝馬S     | GI   | 芝1600m（良） | 15    | 6     | 10    | 015.20（3人）   | 02着     | R1:36.3（48.1）     | -0.1     | 0東信二   | 53        | ニシノフラワー       | 424         |
| 1992.02.02 | 東京   | クイーンC        | GIII | 芝1600m（不） | 12    | 7     | 9     | 002.00（1人）   | 01着     | R1:36.0（35.9）     | -0.0     | 0東信二   | 54        | （ディスコホール）   | 436         |
| 0000.03.08 | 中山   | 弥生賞           | GII  | 芝2000m（良） | 9     | 5     | 5     | 010.70（5人）   | 06着     | R2:02.1（36.7）     | -0.6     | 0東信二   | 53        | アサカリジェント     | 430         |
| 0000.04.12 | 阪神   | 桜花賞           | GI   | 芝1600m（良） | 18    | 2     | 4     | 006.40（2人）   | 07着     | R1:38.6（50.6）     | -1.1     | 0東信二   | 55        | ニシノフラワー       | 428         |
| 0000.05.24 | 東京   | 優駿牝馬         | GI   | 芝2400m（良） | 18    | 3     | 5     | 017.40（6人）   | 02着     | R2:29.0（36.3）     | -0.1     | 0田原成貴 | 55        | アドラーブル         | 426         |
| 0000.07.05 | 札幌   | 札幌記念         | GIII | 芝2000m（良） | 13    | 6     | 9     | 007.30（4人）   | 01着     | R2:00.2（36.7）     | -0.4     | 0田原成貴 | 52        | （ニックテイオー）   | 432         |
| 0000.08.23 | 函館   | 函館記念         | GIII | 芝2000m（良） | 14    | 3     | 4     | 003.30（1人）   | 08着     | R2:01.3（37.2）     | -0.7     | 0田原成貴 | 55        | ヒガシマジョルカ     | 434         |
| 0000.10.04 | 阪神   | サファイヤS      | GIII | 芝2000m（良） | 14    | 8     | 13    | 002.10（1人）   | 01着     | R2:04.7（48.4）     | -0.1     | 0田原成貴 | 54        | （ケージーカグラ）   | 432         |
| 0000.10.25 | 京都   | ローズS          | GII  | 芝2000m（良） | 13    | 7     | 12    | 003.60（3人）   | 02着     | R2:00.5（46.8）     | -0.3     | 0田原成貴 | 55        | エルカーサリバー     | 436         |
| 0000.11.15 | 京都   | エリザベス女王杯 | GI   | 芝2400m（良） | 18    | 8     | 17    | 007.50（4人）   | 05着     | R2:28.0（47.1）     | -0.9     | 0田原成貴 | 55        | タケノベルベット     | 436         |
| 0000.12.27 | 中山   | 有馬記念         | GI   | 芝2500m（良） | 16    | 7     | 13    | 039.6（13人）   | 競走中止 | 競走中止            | 競走中止 | 0加藤和宏 | 53        | メジロパーマー       | 438         |

## 血統表
| サンエイサンキューの血統      | サンエイサンキューの血統                         | サンエイサンキューの血統          | （血統表の出典）        | （血統表の出典）      |
| 父系                          | ノーザンテースト系                               | ノーザンテースト系                | ノーザンテースト系      | [ § 2 ]               |
| 父 ダイナサンキュー 1984 栗毛 | 父の父*ノーザンテースト Northern Taste 1971 栗毛 | Northern Dancer 1961 鹿毛         | Nearctic                | Nearctic              |
| 父 ダイナサンキュー 1984 栗毛 | 父の父*ノーザンテースト Northern Taste 1971 栗毛 | Northern Dancer 1961 鹿毛         | Natalma                 |                       |
| 父 ダイナサンキュー 1984 栗毛 | 父の父*ノーザンテースト Northern Taste 1971 栗毛 | Lady Victoria 1962 黒鹿毛         | Victoria Park           | Victoria Park         |
| 父 ダイナサンキュー 1984 栗毛 | 父の父*ノーザンテースト Northern Taste 1971 栗毛 | Lady Victoria 1962 黒鹿毛         | Lady Angela             |                       |
| 父 ダイナサンキュー 1984 栗毛 | 父の母メルシーダイナ 1979 栗毛                   | *ボールドアンドエイブル 1968 栗毛 | *ボールドラッド (USA)   | *ボールドラッド (USA) |
| 父 ダイナサンキュー 1984 栗毛 | 父の母メルシーダイナ 1979 栗毛                   | *ボールドアンドエイブル 1968 栗毛 | Real Delight            |                       |
| 父 ダイナサンキュー 1984 栗毛 | 父の母メルシーダイナ 1979 栗毛                   | スイートターフ 1965 栗毛          | *ガーサント             | *ガーサント           |
| 父 ダイナサンキュー 1984 栗毛 | 父の母メルシーダイナ 1979 栗毛                   | スイートターフ 1965 栗毛          | アリエッタ              |                       |
| 母 グロリーサクラ 1984 芦毛   | 母の父*シーホーク Sea Hawk 1963 芦毛             | Herbager 1956 鹿毛                | Vandale                 | Vandale               |
| 母 グロリーサクラ 1984 芦毛   | 母の父*シーホーク Sea Hawk 1963 芦毛             | Herbager 1956 鹿毛                | Flagette                |                       |
| 母 グロリーサクラ 1984 芦毛   | 母の父*シーホーク Sea Hawk 1963 芦毛             | Sea Nymph 1957 芦毛               | Free Man                | Free Man              |
| 母 グロリーサクラ 1984 芦毛   | 母の父*シーホーク Sea Hawk 1963 芦毛             | Sea Nymph 1957 芦毛               | Sea Spray               |                       |
| 母 グロリーサクラ 1984 芦毛   | 母の母ジャガーサクラ 1979 芦毛                   | *ラフィンゴラ 1965 芦毛           | Grey Sovereign          | Grey Sovereign        |
| 母 グロリーサクラ 1984 芦毛   | 母の母ジャガーサクラ 1979 芦毛                   | *ラフィンゴラ 1965 芦毛           | Cameo                   |                       |
| 母 グロリーサクラ 1984 芦毛   | 母の母ジャガーサクラ 1979 芦毛                   | ヤシマキーパー 1961 栗毛          | トビサクラ              | トビサクラ            |
| 母 グロリーサクラ 1984 芦毛   | 母の母ジャガーサクラ 1979 芦毛                   | ヤシマキーパー 1961 栗毛          | 昇城                    |                       |
| 母系(F-No.)                   | 星旗系(FN:16-h)                                  | 星旗系(FN:16-h)                   | 星旗系(FN:16-h)         | [ § 3 ]               |
| 5代内の近親交配               | Lady Angela 5･4（父内）                          | Lady Angela 5･4（父内）           | Lady Angela 5･4（父内） | [ § 4 ]               |
| 出典                          | 1. 2. 3. 4.                                      | 1. 2. 3. 4.                       | 1. 2. 3. 4.             | 1. 2. 3. 4.           |

5代母に名牝クレオパトラトマスを持ち、曾祖母はハクチカラの全妹という日本土着の名血。父はゴールドシチーやサクラスターオーらの同期で野路菊賞、デイリー杯3歳ステークスの勝ち馬。故障のため（旧）3歳時の3戦3勝のみで引退。中央競馬の重賞を勝った産駒は本馬のみである。